# Pedro Proença
Pedro Proença Oliveira Alves Garcia (Lisboa, 3 de novembre de 1970) és un àrbitre de futbol portuguès.
Forma part de l'Associació de Futbol de Lisboa. Director financer de professió, arbitra futbol internacional des de 2003 i és un dels àrbitres portuguesos més de més anomenada.
El 2004 va arbitrar la final del Campionat Europeu de la UEFA Sub-19 i va ser ascendit a la categoria d'elit de la UEFA la temporada 2009/10. Després de concloure la temporada 2010/11, la Federació Portuguesa de Futbol li va concedir el guardó al millor àrbitre de l'any. El 19 maig 2012 arbitrar la final de la Lliga de Campions de la UEFA 2011-2012 entre el FC Bayern de Múnic i el Chelsea FC, amb victòria del Chelsea FC en els penals. Aquell mateix any va ser elegit com a representant portuguès a l'Eurocopa 2012, i fou designat per arbitrar la final entre Espanya i Itàlia.
El març de 2013, la FIFA el va incloure en la llista de 52 àrbitres candidats per la Copa del Món de Futbol de 2014 al Brasil. El gener de 2014, la FIFA el va incloure a la llista definitiva d'àrbitres pel mundial.